# Argentina euchus
Argentina euchus es un pez marino actinopterigio.

## Morfología
Posee un cuerpo alargado y plateado, y su longitud máxima descrita es de 15 cm.

## Distribución y hábitat
Se puede encontrar en parte occidental del Océano Índico; desde Kenia a KwaZulu-Natal, en Sudáfrica. Suele habitar a unos 590 metros en el fondo marino.